# 若林伸幸
若林 伸幸（わかばやし のぶゆき）は、日本の国土交通技官。国土交通省水資源部長、内閣官房水循環政策本部事務局長、国土交通省関東地方整備局長等を歴任した。

## 人物・経歴
岡山県出身。父は建設会社の職員。1990年京都大学大学院工学研究科土木工学専攻修士課程修了、建設省入省、関東地方建設局企画部企画課。
内閣官房内閣官房副長官補付内閣事務官を経て、2003年国土交通省近畿地方整備局姫路河川国道事務所長。2005年国土交通省近畿地方整備局企画部企画調整官。
国土交通省水管理・国土保全局河川環境課流水管理室長、国土交通省水管理・国土保全局河川環境課河川保全企画室長を経て、2016年国土交通省中国地方整備局河川部長。
2018年国土交通省関東地方整備局企画部長。2019年国土交通省水管理・国土保全局水資源部水資源計画課長、内閣官房内閣参事官（内閣官房副長官補付）、内閣官房水循環政策本部事務局参事官。2020年国土交通省水管理・国土保全局水資源部長、内閣官房内閣審議官（内閣官房副長官補付）、内閣官房水循環政策本部事務局長。
2021年国土交通省関東地方整備局長。2022年国土交通省大臣官房付（即日辞職）、全日本建設技術協会参事。2023年全日本建設技術協会専務理事。趣味は城址巡り。